# Trudy Libosan
Trudy Libosan, ook bekend als Trudy de Kat, (Amsterdam, 9 augustus 1940) is een Nederlands actrice die vooral bekend is van de vele tekenfilms en buitenlandse kinderseries waarvoor ze stemmen heeft ingesproken. Ze maakte lange tijd deel uit van de Nederlandse hoorspelkern. Ze is gespecialiseerd in kinderstemmen, vaak van kleine jongens.

## Beknopte filmografie
Stemmen:
- 1969 - De Fabeltjeskrant - Lamaar Snoespoes
- 1969 - Pippi Langkous - Tommie en Ingrid Settergren (de moeder van Tommie & Annika)
- 1970 - De Woefs en de Lamaars
- 1971 - De vrolijke piraten van Schateiland - Bam
- 1975 - Suske en Wiske - Tante Sidonia
- 1976 - De Bereboot - Tante Neel, Tante Jet, Maatje, Alida de Zeeslang
- 1977 - De Reddertjes - Bianca
- 1978 - Candy Candy - Annie/Eliza
- 1978 - De Astronautjes - Onno
- 1978 - Er was eens... de mens - Pietertje
- 1980 - Nils Holgersson - Nils, Yksi
- 1981 - Heidi - juffrouw Rottenmayer
- 1981 - Annemarie - rol onbekend
- 1983 - Belfy en Lillibit - Lillibit
- 1983 - Als je begrijpt wat ik bedoel - Tom Poes
- 1983 - Nils Holgersson - Nils Holgersson en Yksi
- 1989 - Dommel - Bobby
- 1989 - De kleine zeemeermin - Carlotta
- 1991 - Belle en het Beest - Kleerkast
- 1991 - Darkwing Duck - Tank Kwakkelvoet
- 1996 - Buttons & Rusty - Rusty

## Hoorspelrollen
- Op zoek naar de aarde - Astra
- Floriaan Geyer - Hannes
- Vakantiehuis in Zweden (1990) - Irene van Lieshout
- Vertelster Lekturama's Luister Sprookjes en Vertellingen
- Vertelster Sprookjes van de Efteling (deel 10 & deel 11)
- Een huis voor de doden (1975) - Hospita
- Dubbelspion (1963) Omstander, getuige
- Niet spotten met rood haar (1971) - Hillarey Spite

## Trivia
- Trudy Libosan sprak de stem in van het titelpersonage in de tekenfilmreeks Remi: Alleen op de wereld op een speciale video-uitgave van de serie uit 1985.[1]